# Pachycondyla mlanjiensis
Pachycondyla mlanjiensis is een mierensoort uit de onderfamilie van de Ponerinae. De wetenschappelijke naam van de soort is voor het eerst geldig gepubliceerd in 1946 door Arnold.